# Jaworzyna (997 m)
Jaworzyna (997 m) – szczyt w Paśmie Mędralowej w Beskidzie Żywiecko-Orawskim. Jaworzyna znajduje się w bocznym i krętym grzbiecie, który od Jałowca (Mędralowej Zachodniej, 988 m) odchodzi w północno-zachodnim kierunku i poprzez Małą Mędralową (1042 m), Jaworzynę, Górę Mrowców (Kalików Groń, 916 m), Miziów Groń (874 m) i Czoło (821 m) opada do doliny rzeki Koszarawa w Przyborowiu. Grzbiet ten oddziela należącą do Przyborowa dolinę potoku Przybyłka od należącej do Koszarawy doliny potoku Bystra. Jaworzyna jest porośnięta bukowym lasem, ale obydwa jej stoki są wysoko, niemal pod szczyt zajęte przez pola i zabudowania tych miejscowości, dzięki czemu ze szlaku turystycznego rozciągają się widoki. W północnym kierunku, do doliny Bystrej odchodzi od Jaworzyny krótki grzbiet.
Według regionalizacji Polski opracowanej przez Jerzego Kondrackiego Przełęcz Trzebuńska znajduje się w Paśmie Mędralowej należącym do Beskidu Makowskiego. Na mapach i w przewodnikach turystycznych Pasmo Mędralowej zaliczane jest zazwyczaj do Beskidu Żywieckiego, w najnowszej regionalizacji z 2018 roku do Beskidu Żywiecko-Orawskiego. Szczyt i większość stoków Jaworzyny znajdują się w granicach wsi Przyborów w województwie śląskim, w powiecie żywieckim, w gminie Jeleśnia.

## Szlak turystyczny
Wschodnie stoki Małej Mędralowej trawersuje zielony szlak z Przyborowa przez Jaworzynę na Mędralową Zachodnią (dojście do czerwonego Głównego Szlaku Beskidzkiego). Na wspomnianej wyżej przełęczy krzyżuje się on z czarnym szlakiem z Przełęczy Jałowieckiej do Korbielowa.

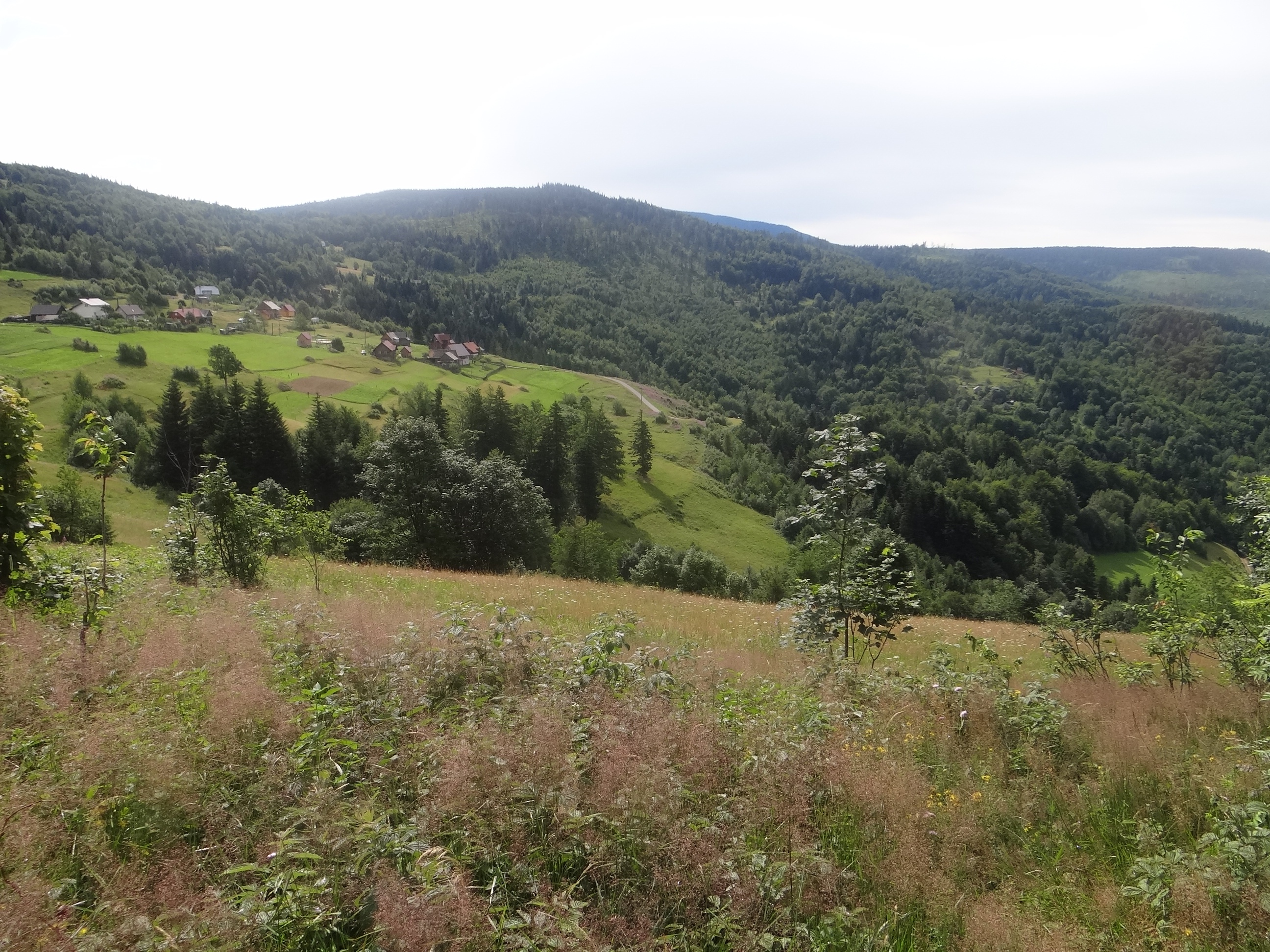
Jaworzyna i przysiółek Moczarki w Przyborowie

 Przyborów – Czoło – Miziów Groń – Góra Mrowców – Jaworzyna – Jałowiec (Mędralowa Zachodnia). Czas przejścia 2:20 h, ↓ 1.45 h